# Обабок дубовый
Оба́бок дубо́вый (лат. Leccinum quercinum) — гриб рода обабок (Leccinum) из семейства болетовые (Boletaceae). Съедобен, употребляется так же, как подосиновик красный. 

## Описание

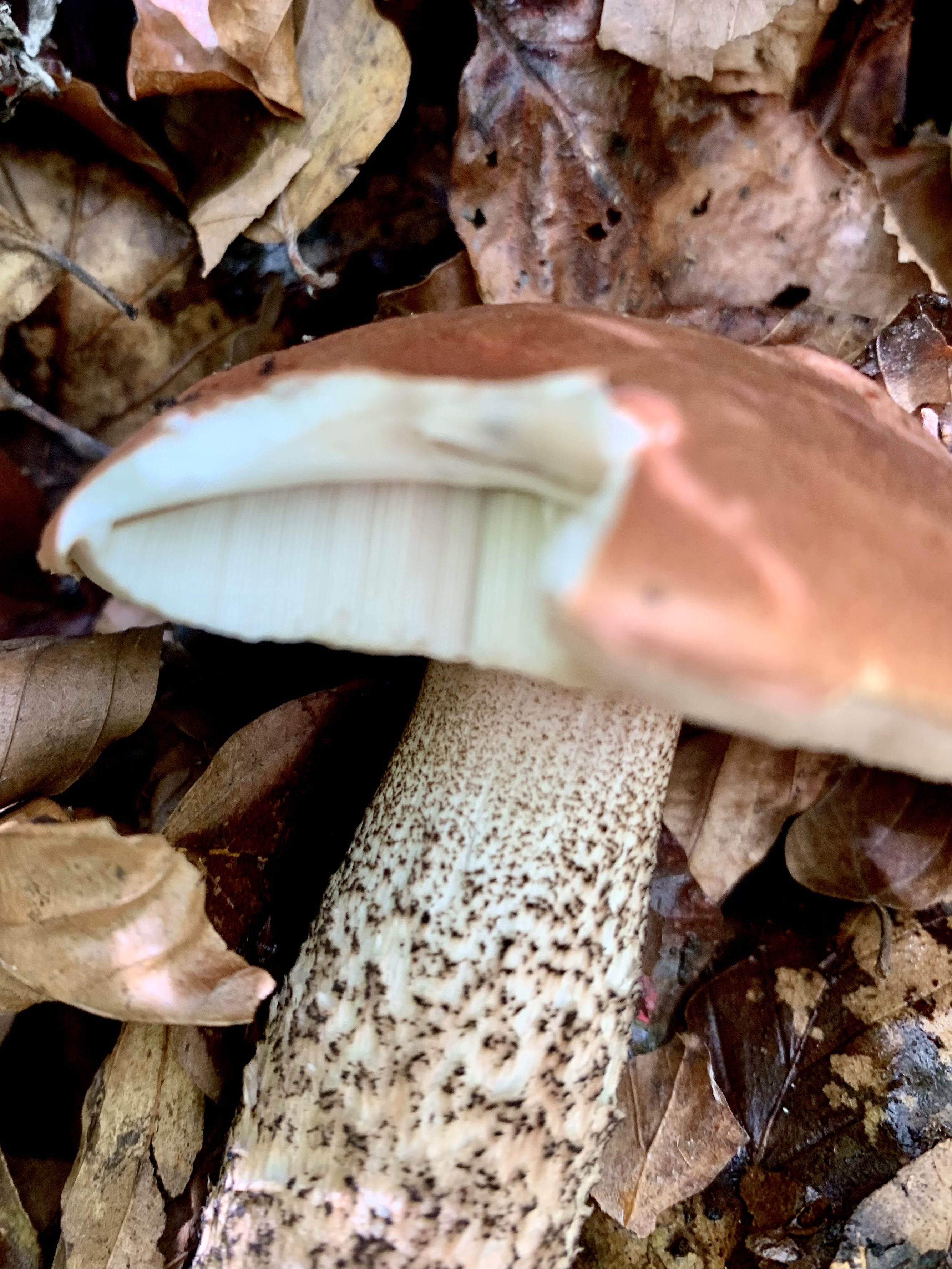
Внутри

По признакам плодовых тел похож на подберёзовик обыкновенный (Leccinum scabrum).
Шляпка диаметром 8—15 см, полушаровидная или подушковидная. Кожица каштаново-коричневая с оранжевым оттенком, по краю шляпки слегка свисает.
Мякоть белая с коричнево-серыми пятнами или прожилками, плотная, на срезе окрашивается в почти чёрный цвет.
Трубчатый слой узкоприросший, толщиной 2—3 см, с коричневатой пористой поверхностью.
Ножка высотой 10—15 см и толщиной до 1,5—3 см, почти цилиндрическая, слегка утолщённая у основания, с мелкими красновато-коричневыми чешуйками.
Споровый порошок охристо-коричневый, споры 13,5×4,5 мкм, веретеновидные.

## Экологияи распространение
Образует микоризу с дубом, распространён в лесных массивах северной и умеренной зон.
Сезон лето — осень.

## Сходные виды
Съедобные:
См. Подосиновик